# Gran Cancelliere (Cina imperiale)
Il Gran Cancelliere (zh. 宰相S, ZǎixiàngP) tradotto anche come Consigliere Capo, Cancelliere, Primo Ministro o Ministro-Capo, Cancelliere Imperiale, Cancelliere Luogotenente, era il funzionario esecutivo di più alto rango del governo imperiale cinese. La carica venne chiamata con molti nomi diversi nel corso dei secoli e, parimenti, l'esatta estensione dei poteri associati alla posizione oscillò notevolmente, anche durante una particolare dinastia.

Il Cancelliere figurava nella "triade di comando" sia nel sistema di governo del primo impero (c.d. sistema dei "Tre signori e nove ministri") sia in quello del tardo impero (c.d. sistema dei "Tre dipartimenti e sei ministeri")

## Storia
Nel Periodo delle primavere e degli autunni, Guan Zhong fu il primo cancelliere della Cina: assunse l'ufficio nello stato di Qi nel 685 a.C. Nello stato di Qin, durante il Periodo degli Stati Combattenti, il cancelliere fu un ufficio formalmente identificato quale "Capo di tutti i funzionari del servizio civile". A volte c'erano due cancellieri, differenziati come "di sinistra" (anziano) e "di destra" (giovane). Dopo che l'imperatore Qin Shi Huang pose fine al periodo degli Stati combattenti stabilendo la dinastia Qin (221-206 a.C.), il Cancelliere, insieme al Segretario Imperiale e al Grande Maresciallo (i c.d. "Tre Ministri Ducali"), divenne una delle figure cardine nel sistema di governo noto come "Tre signori e nove ministri".
Nel 1 a.C., durante il regno dell'imperatore Han Aidi, il titolo del Cancelliere fu cambiato in da si tu (大 司徒). Nella dinastia Han orientale, il Cancelliere non figurava tra i c.d. "Tre signori" che erano: il Ministro della Guerra (太尉), il Ministro delle Messi (司徒) e il Ministro dei Lavori (司空). Nel 190, Dong Zhuo rivendicò il titolo di "Cancelliere di Stato" (相 國) sotto l'impotente Imperatore Xian di Han e ponendosi al di sopra delle Tre Eccellenze. Dopo la morte di Dong Zhuo nel 192, la carica rimase vacante fino a quando Cao Cao assunse la ripristinata posizione di "Cancelliere imperiale" (丞相) e abolì le Tre Eccellenze nel 208, governando sino al 15 marzo 220 con un potere superiore a quello dell'imperatore stesso. In seguito ciò accadde spesso, di solito negli ultimi decenni di declino di una particolare dinastia.
Durante la dinastia Sui, i funzionari esecutivi dei tre più alti dipartimenti dell'impero furono chiamati congiuntamente "Cancellieri" (真 宰相). Durante la dinastia Tang, il governo fu diviso in tre dipartimenti : il Dipartimento degli Affari di Stato (尚書 省), il Segretariato (中書省) e la Cancelleria (門下 省). Il capo di ciascun dipartimento era generalmente indicato come "Cancelliere".
Durante la dinastia Song, il posto di cancelliere era anche noto come "Tongpingzhangshi" (同 平章事), come nel tardo periodo Tang, mentre il vice-cancelliere era noto come "Jijunsi". Alcuni anni dopo, il posto di cancelliere fu cambiato in "Primo Ministro" (首相; shou xiang ) e il posto di vice-cancelliere fu cambiato in "Secondo Ministro" (次 相, ci xiang ). Alla fine della dinastia Song meridionale, il sistema tornò alle convenzioni di denominazione Tang.
Durante la dinastia Yuan fondata dai Mongoli, il Cancelliere non era il capo del Segretariato poiché tale ufficio era appannaggio del Principe Ereditario (皇太子). Dopo l'istituzione della dinastia Ming, il Cancelliere prese nuovamente il comando del Segretariato. La carica di Cancelliere venne abolita dopo l'esecuzione di Hu Weiyong (1380), accusato di tradimento (anche se la sua condanna è ancora fortemente contestata ai giorni nostri a causa della mancanza di prove per dimostrare la sua colpevolezza). Tuttavia, le nomine delle persone che ricoprivano il posto più alto nel governo furono chiamate "nomina del primo ministro/cancelliere" (拜 相) fino al 1644.

## Elenco dei Cancellieri della Cina

### Elenco dei Cancellieri della dinastia Shang
| Nome                    | Nome             |
| Pinyin (romanizzazione) | Caratteri cinesi |
| ----------------------- | ---------------- |
| Yi Yin                  | 伊尹             |
| Zhong Hui               | 仲 虺            |
| Yi Zhi                  | 伊 陟            |
| Wu Xian                 | 巫咸             |
| Wu Xian                 | 巫 賢            |
| Gan Xuan                | 甘 盤            |
| Fu Yue                  | 傅說             |
| Ji Zi                   | 箕子             |

### Elenco dei Cancellieri della dinastia Zhou
- Jiang Ziya
- Zhou Gong, anche noto come "Duca di Zhou"
- Duca Huan di Zheng
- Duca Zhuang di Zheng
- Guan Zhong dello stato di Qi (morto nel 645 a.C.)
- Bao Shuya dello stato di Qi
- Yan Ying dello stato Qi
- Fan Li dello stato Qi e dello stato Yue
- Wu Zixu dello stato di Wu
- Bo Pi dello stato di Wu
- Cheng Dechen dello stato di Chu
- Sunshu Ao dello stato di Chu
- Wu Qi dello stato di Chu
- Lord Chunshen dello stato di Chu
- Lord Mengchang dello stato di Qi
- Tian Dan dello stato di Qi
- Li Kui dello stato di Wei
- Hui Shi dello stato di Wei
- Lin Xiangru dello stato di Zhao
- Su Qin dello stato di Yan
- Yue Yi dello stato Yan
- Baili Xi dello stato di Qin
- Shang Yang dello stato di Qin
- Zhang Yi dello stato di Qin

### Elenco dei Cancellieri della dinastia Qin
- Fan Ju
- Lü Buwei (251-238 a.C. in carica)
- Lord Changping
- Kui Zhuang
- Wang Guan
- Li Si (? -208 a.C. in carica)
- Feng Quji
- Zhao Gao (208-207 a.C. in carica)

### Elenco dei Cancellieri della dinastia Han

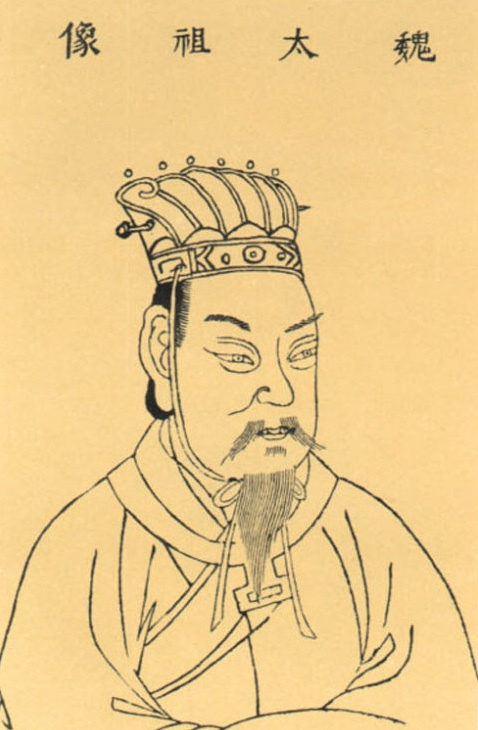
Cao Cao, che controllò il governo imperiale nel Tardo Periodo Han, uno dei cancellieri cinesi più famosi.

- Xiao He (206–193 a.C. in carica); Chen Xi (197 a.C.), sopra Zhao
- Cao Shen (193-190 a.C. in carica)
- Chen Ping (190-179 a.C. in carica)
- Zhou Bo
- Guan Ying
- Zhou Yafu
- Huo Guang
- Shi Dan 史丹 (vedi l'imperatore Yuan di Han)
- Wang Mang
- Liu Yan (Bosheng)
- Deng Yu (25-27 in carica)
- Wu Han
- Yuan An
- Dou Xian
- Li Gu
- Liang Ji
- Dou Wu
- Chen Fan
- Qiao Xuan
- Cao Song
- Zhang Wen
- Liu Yu
- Dong Zhuo
- He Jin
- Wang Yun
- Ma Midi
- Xun Shuang
- Huangfu Song
- Zhu Jun
- Cao Cao (196-220 in carica)
- Cao Pi

### Elenco dei Cancellieri del "Periodo dei Tre Regni"
- Sun Shao (221–225 di Wu orientale )
- Gu Yong (225-243 del Wu orientale)
- Lu Xun (244-245 del Wu orientale)
- Bu Zhi (246-247 del Wu orientale)
- Zhu Ju (249–250 del Wu orientale)
- Sun Jun (253–256 del Wu orientale)
- Sun Chen (258 del Wu orientale)
- Puyang Xing (262–264 del Wu orientale)
- Zhang Ti (279–280 del Wu orientale)
- Zhuge Liang (221–234 di Shu Han )
- Jiang Wan (di Shu Han)
- Fei Yi (di Shu Han)
- Dong Yun (di Shu Han)
- Jiang Wei (di Shu Han)
- Dong Jue (di Shu Han)
- Fan Jian (di Shu Han)
- Zhuge Zhan (di Shu Han)
- Jia Xu (di Cao Wei )
- Hua Xin (di Cao Wei)
- Zhong Yao (di Cao Wei)
- Wang Lang (di Cao Wei)
- Chen Qun (di Cao Wei)
- Dong Zhao (di Cao Wei)
- Cui Lin (di Cao Wei)
- Man Chong (di Cao Wei)
- Jiang Ji (di Cao Wei)
- Cao Shuang (di Cao Wei)
- Sima Yi (di Cao Wei)
- Gao Rou (di Cao Wei)
- Wang Ling (di Cao Wei)
- Zhuge Dan (di Cao Wei)
- Sun Li (di Cao Wei)
- Sima Shi (di Cao Wei)
- Sima Zhao (di Cao Wei)
- Sima Fu (di Cao Wei)
- Wang Chang (di Cao Wei)
- Wang Guan (di Cao Wei)
- Deng Ai (di Cao Wei)
- Zhong Hui (di Cao Wei)
- Sima Yan (di Cao Wei)
- Wang Xiang (di Cao Wei)
- Sima Wang (di Cao Wei)

### Elenco dei Cancellieri della dinastia Sui
- Gao Jiong
- Li Delin
- Su Wei
- Yang Su
- Yang Guang
- Yang Xiu
- Yang Zhao
- Yang Jian
- Xiao Cong
- Yuwen Shu
- Yu Shiji
- Li Yuan
- Yuwen Huaji
- Wang Shichong
- Li Mi

### Elenco dei Cancellieri della dinastia Tang
- Li Shimin (618-626 in carica) (in seguito imperatore Taizong di Tang )
- Fang Xuanling (626–648 in carica)
- Wei Zheng (629–643 in carica)
- Cen Wenben (sconosciuto, sotto l'imperatore Taizong di Tang )
- Cen Changqian (sconosciuto, sotto l'imperatore Gaozong di Tang)
- Cen Xi (sconosciuto, sotto l'imperatore Shang di Tang, l'imperatore Ruizong di Tang e l'imperatore Xuanzong di Tang )
- Fan Lübing (686–688 in carica)
- Di Renjie (691–693, 697–700 in carica)
- Yao Chong (698–705, 710–711, 713–716 in carica)
- Zhang Jiuling (733–736 in carica)
- Li Linfu (734–752 in carica)
- Yang Guozhong (752–756 in carica)
- Wang Wei (758-759 in carica)
- Li Deyu (833–835, 840–846 in carica)

### Elenco dei Cancellieri della dinastia Song

#### Song Settentrionali
- Fan Zhi (960-964 in carica)
- Zhao Pu (964–973, 981–983, 988–992 in carica)
- Kou Zhun (1004–1006, 1017–1021 in carica)
- Fan Zhongyan (1040–1045 in carica)
- Wang Anshi (1067-1075, 1076-1077 in carica)
- Sima Guang (1085-1086 in carica)
- Fan Chunren (1086– in carica)
- Fan Chunli (- in carica)
- Zhang Dun (1094-1100 in carica)
- Cai Jing (1101–1125 in carica)

#### Song Meridionali
- Li Gang (1127 in carica)
- Zhang Jun (1135-1137 in carica)
- Qin Hui (1131-1132, 1137-1155 in carica)
- Han Tuozhou (1194-1207 in carica)
- Shi Miyuan / Shih Mi-yüan (1207–1233 in carica).
- Jia Sidao (1259-1275 in carica)
- Chen Yizhong (1275-1276 in carica)
- Wen Tianxiang (1275-1278 in carica)
- Lu Xiufu (1278-1279 in carica)

### Elenco dei Cancellieri della dinastia Ming
Dopo la morte di Hu Weiyong, non c'è nessun cancelliere che porta il titolo di ministro primario.

I burocrati a capo del Gran Segretariato dei Ming divennero de facto cancellieri dopo il regno dell'imperatore Xuande.
- Li Shanchang (1368-1376)
- Hu Weiyong (1376–1380) - Formalmente ultimo cancelliere della Cina
- Yang Siqi - Primo "Gran Segretario" ad arrogarsi il potere una volta detenuto dal Gran Cancelliere
- Yan Song (in carica 1544–1545)
- Xia Yan (in carica 1546-1547)
- Yan Song (2ª volta in carica 1548–1562)
- Xu Jie
- Gao Gong
- Zhang Juzheng (in carica 1572-1582)
- Zhang Siwei

### Elenco dei Cancellieri della dinastia Qing
La gerarchia burocratica della dinastia Qing non conteneva una posizione di cancelliere. Invece, i compiti normalmente assunti da un cancelliere erano affidati a una serie di istituzioni formali e informali, la più importante delle quali era il Gran Consiglio . Occasionalmente, tuttavia, un ministro potrebbe aver dominato così tanto il governo che viene identificato, figurativamente, come il "cancelliere". Un esempio della tarda dinastia Qing fu Li Hongzhang.
Nel 1911, la corte di Qing adottò riforme che, tra le altre modifiche, stabilirono la posizione del Primo Ministro della Corte Imperiale. Questa posizione esisteva per meno di un anno prima che il governo Qing venisse rovesciato.